# Noppon Saengkham
Noppon Saengkham (n. 15 iulie 1992, Provincia Samut Prakan, Thailanda) este un jucător thailandez de snooker. În decembrie 2023, a ajuns în finala Openului Scoțian, prima finală a carierei într-un turneu de clasament. A realizat de trei ori breakul maxim: în 2019 la Openul Galez și în 2024 în calificările Campionatului Mondial și la Mastersul Arabiei Saudite. 

## Finalele carierei

### Turnee de clasament: 1
| Rezultat | Nr. | An   | Turneu         | Adversar în finală | Scor |
| -------- | --- | ---- | -------------- | ------------------ | ---- |
| Finalist | 1.  | 2023 | Openul Scoțian | Gary Wilson        | 5–9  |

### Turnee Pro-am: 1
| Rezultat | Nr. | An   | Turneu                 | Adversar în finală  | Scor |
| -------- | --- | ---- | ---------------------- | ------------------- | ---- |
| Finalist | 1.  | 2016 | Singapore Snooker Open | Boonyarit Keattikun | 4–5  |

### Turnee la amatori: 4 (2 titluri)
| Rezultat | Nr. | An   | Turneu                       | Adversar în finală        | Scor |
| -------- | --- | ---- | ---------------------------- | ------------------------- | ---- |
| Finalist | 1.  | 2009 | Campionatul Asiei Under-21   | Zhang Anda                | 1–5  |
| Campion  | 1.  | 2009 | Campionatul Mondial Under-21 | Soheil Vahedi             | 9–8  |
| Finalist | 2.  | 2011 | Campionatul Mondial Under-21 | Thanawat Thirapongpaiboon | 3–9  |
| Campion  | 2.  | 2013 | Campionatul Asiei Under-21   | Mohammad Majid Ali        | 6–5  |

## Legături externe
- Materiale media legate de Noppon Saengkham la Wikimedia Commons
- Profilul jcătorului pe Pro Snooker Blog